# Jeff Tarango
Jeffrey Gail ("Jeff") Tarango, född 20 november 1968 i Manhattan Beach, Kalifornien, är en amerikansk vänsterhänt tidigare professionell tennisspelare med störst framgångar i dubbel.

## Tenniskarriären
Jeff Tarango blev professionell spelare på ATP-touren 1989 och upphörde 2003 med tourspel. Han vann under perioden 1992–2001 två singeltitlar och 14 dubbeltitlar. Tarango rankades som bäst som nummer 42 i singel och som nummer 10 i dubbel. Han spelade totalt in 3 730 289 US dollar i prispengar.
Som singelspelare nådde Tarango sina största framgångar under 1990-talets första år. Säsongen 1992 vann han sina två singeltitlar (Tel Aviv och Wellington, båda på hardcourt utomhus) och turneringsbesegrade spelare som Nicklas Kroon, Wayne Ferreira, Thomas Muster, Martin Jaite och Aleksandr Volkov.
Tarango hade därefter störst framgångar i dubbel och vann sina 14 titlar perioden 1995–2001 tillsammans med nio olika spelpartners. Den största framgången kom 1999 när han tillsammans med Goran Ivanišević nådde finalen i Grand Slam-turneringen Franska öppna. Paret besegrades av Mahesh Bhupathi och Leander Paes med 6-2, 7-5.

## Spelaren och personen
Jeff Tarango vann som junior vid Stanford University vid två tillfällen NCAA-lagtitlar. 
Som tennisspelare blev Tarango också känd för sitt häftiga humör. I Wimbledonmästerskapens tredje omgång 1995 mötte Tarango den tyske spelaren Alexander Mronz. Tarango tyckte att flera domslut under matchen gick honom emot, och när huvuddomaren korrigerade ett domslut i Tarangos serve till dennes nackdel, ifrågasatte Tarango beslutet. Åskådarna vände sig i den situationen mot Tarango som ilsket bad publiken hålla tyst (på engelska; shut up). Efter att ha tilldelats en varning för detta yttrande kallade Tarango huvuddomaren "korrupt" och tilldelades ytterligare en varning med förlust av gamet. Efter att utan framgång ha fordrat att tävlingsledaren skulle infinna sig, vägrade Tarango att fortsätta spela och lämnade i vredesmod banan. Efter att Tarangos hustru två gånger slagit huvuddomaren i ansiktet dömdes Tarango till drygt 60 000 dollar i böter och suspenderades från spel i nästkommande Wimbledonmästerskap. Bötesbeloppet sänktes sedermera.
Efter tenniskarriären arbetar Tarango som tennistränare och sportkommentator på bland annat BBC och ESPN. 
Han har också varit medlem i USA:s Davis Cup-kommitté.

## Titlar på ATP-touren
- Singel
  - 1992 - (Tel Aviv, Wellington)
- Dubbel
  - 2001 - Casablanca
  - 2000 - Brighton
  - 1999 - Toulouse, Bournemouth, Båstad, Tokyo, St Petersburg, Auckland
  - 1998 - Moskva
  - 1996 - Bukarest, Båstad
  - 1995 - Bukarest, Washington, Seoul

### Tryckt källa
- Bud Collins, Tennis encyklopedia, 1998, eds. Bud Collins and Zander Hollander. Visible Ink Press (ISBN 1-57859-086-8).